# Data Access Language
Data Access Language, или једноставно DAL, био је језик сличан SQL-у и интерфејс за програмирање апликација који је Apple издао 1990. године да би пружио јединствени клијент/сервер приступ системима за управљање базама података. Био је познат по лошим перформансама и високим трошковима, нешто у чему Apple није учинио много током кратког века овог језика, пре него што је распродат 1994. године. DAL се користи као изворни SQL дијалект PrimeBase SQL сервера, као и сада угашени Butler SQL.

## Историја
DAL је почео као независни производ, CL/1 (Connectivity Language One), од малог добављача Network Innovations. Apple је компанију купио 1988. године  у време када су базе података клијента/сервера постајале битно питање у индустрији. Прву верзију ребрендираног софтвера објавили су 1989. године за МVS, праћене и другим верзијама током наредне године.
DAL је патио од већине Apple-ових проблема раних 1990-их, нарочито од наизменичног нивоа подршке у којем би Apple агресивно промовисао производ, а затим га игнорисао. Током целог времена компанија се борила за промоцију система као стандард за више платформи или као технологију само за Mac.  Издање DAL-а такође се поклопило са падом компаније Apple из пословног света, и не случајно са Microsoft-овим напорима у вези са ODBC-ом.
Чини се да DAL није много коришћен, а на крају га је Apple продао компанији Independence Technologies 1994. године, током продаје низа "high-end" пакета, као што су њихов X.400 сервер и SNA клијент.  Independece Technologies је био продавац посредног софтвера, познатији као главни продавац производа Tuxedo за Уникс. 1995. BEA Systems је купио компанију, а заузврат ју је продао UniPrise Systems-у крајем 1996. У овом периоду није било издања.

## Опис
Попут Oracle-овог PL/SQL-a или Microsoft-овог Transact-SQL-a, DAL је у основи проширена верзија SQL-а која подржава основне функционалности упита и додаје чисту синтаксу за курсорске операције, логику и петље.
Када су послали команду, ране верзије Apple-овог DAL тумача деле изјаву на више подупита за основне изворе података. Овај превод се одвијао на страни сервера, баш као и PL/SQL и Transact-SQL, али је захтевао прилично скуп „адаптер“ програм често сумњивих перформанси. Овај адаптер је учинио DAL знатно мање привлачним од каснијих система попут ODBC-а, где се превођење обично одвија на страни клијента и обично је бесплатно укључено у механизам базе података. Лоша страна ODBC приступа је та што се, бар теоретски, користи више мрежне пропусности за повлачење „сирових података“ на клијентску машину за обраду назад у стандардни формат.
На крају клијента, DAL-у се првобитно приступало директно путем системске екстензије, али је DAL касније уведен у један слој управљачког програма сличан ODBC-у, Data Access Manager (DAM). DAM је био концепт сличан ODBC-у, али није обухватао SQL слојеве, већ је био строго систем за слање „непрозирних“ упита и примање скупова резултата. DAM је такође укључио концепт „документа са упитом“ који је омогућавао да се DAL (или други) упити записују у систем за ауторизацију, а затим лако користе у било којој клијентској апликацији.

## Сервери и клијенти
Један од најчешћих клијената за DAM била је HyperCard. Комбинација HyperCard-a и DAL-a представљала је озбиљан изазов постојећим добављачима који нису могли да понуде ништа са GUI-јем. Apple је дао серију демонстрација HyperCard-a/DAL-а, а убрзо је Oracle купиo клон HyperCard-a, PLUS од компаније Spinnaker Software, да би произвела Oracle Card.
Већи део 1990-их директни DAL сервер базе података био је доступан на Макинтошу, Butler SQL . Међутим, као и сваки серверски софтвер на „класичном“ Mac OS-у, Butler-а је озбиљно омео Mac-ов једнокориснички систем датотека и ограничен мултитаскинг и никада није могао заиста да пружи перформансе које би исти сервер имао на Windows NT-у или Униксу .
PrimeBase одељење немачког програмера софтвера SNAP Innovation GmbH наставља да подржава DAL на њиховом вишеплатформном SQL серверу базе података (првобитно познат као P.INK SQL). Њихова проширена верзија DAL-а зове се PrimeBaseTalk (PBD) и у потпуности је компатибилна са DAL-ом. Њихова архитектура не укључује Data Access Manager и резултирајући добитак у перформансама је знатан.